# Аустоль
Аустоль  (лат. Austolus, род. V век, Корнуолл — ум. VI век, Бретань) — святой Римско-Католической Церкви, монах. Аустоль вместе со святым Мевенном основал в VI веке бенедиктинское аббатство в Бретани. Аустоль был крестным отцом Мевенна.
День памяти в Католической Церкви — 28 июня.

## Источник
- Attwater, Donald & John, Catherine Rachel (1993) The Penguin Dictionary of Saints. 3rd edition. New York: Penguin Books ISBN 0-14-051312-4.

- Doble, G. H. (1970) The Saints of Cornwall: part 5. Truro: Dean and Chapter; pp. 35–58